# SC Friburgo (femenino)
El SC Freiburg Frauen es la sección femenina del SC Friburgo, un club de fútbol alemán. Viste de rojo, y juega en la Bundesliga Femenina, en el Möslestadion de Friburgo.
Fue creado en 1975, y llegó a la Bundesliga en 2001. Descendió en 2010, pero regresó a la primera. En 2013 consiguió su mejor resultado, un 5.º puesto, y llegó por segunda vez a las semifinales de Copa.

## Trayectoria liguera
|              | 02  | 03  | 04   | 05  | 06  | 07   | 08  | 09  | 10   | 11  | 12  | 13  | 14  |
| ------------ | --- | --- | ---- | --- | --- | ---- | --- | --- | ---- | --- | --- | --- | --- |
| 1.ª División | 6.º | 8.º | 10.º | 8.º | 7.º | 10.º | 8.º | 7.º | 11.º |     | 8.º | 5.º | 8.º |
| 2.ª División |     |     |      |     |     |      |     |     |      | 1.º |     |     |     |